# 黃仁霖
黃仁霖（1901年9月26日—1983年），江西安义人。中华民国国军聯合後勤司令部的杰出领导者、新生活运动全国总干事。1955年二级上将军衔。

## 生平
1901年9月26日，黃仁霖生於上海，祖父因太平天國而從祖籍安義逃難到上海，在盛宣懷家做傭工。父親就讀於美以美教會所辦的中西書院，後考入中國電報傳習學校，畢業後到江蘇省做報務員、京奉鐵路電務總管。5歲發蒙識字，由母親教他讀四書。
1911年，入讀上海育才公學。1914年，經在聖約翰大學讀書的舅舅建議，轉學至基督教青年會日校。在禮拜日，學校還會組織到楊樹浦的少年改過院教書。1916年，入讀蘇州東吳大學第一附屬中學，在校參與戲劇社、做過校球隊的幹事。通過和傳教士的接觸讓他逐漸了解基督教的精神。1920年，進入東吳大學預科學習。1922年，和同學馮定璋共赴美國田納西州的范德比爾特大學留學，編入大學三年級。1924年夏，畢業，組織了一個劇團遊歷了美國許多城市，後至紐約，入哥倫比亞大學讀碩士，與托馬斯·杜威相識。中途曾暫時離開紐約到底特律福特汽車學校和克里夫蘭基督教青年會工作賺取學費來繼續學業。在青年會工作時結識了孔祥熙。
1926年10月，在美國青年會的訓練完畢後返國，進入四川路上海青年會任幹事，指導學生赴美留學，並為上海聯青社的徐乃禮大夫籌款在閘北開辦兒科診所。同時，黃仁霖在青年會夜校教書，並且想要將夜校改組為職業學校，因此與中華職業教育社和中華基督教青年會總幹事余日章相識，並與其女余慶壽在1930年結婚。1928年，經孔祥熙介紹，任勵志社副總幹事，並向郭秉文辭去青年會的工作到南京中央軍官學校工作。很快因總幹事朱懋仁擔任蔣介石的秘書，黃仁霖便接任他的職務，建立南昌分社，並且把勵志社的組織擴展到各個作戰部隊當中，最先在七十七師與七十八師建立分社。1936年，西安事變解決後，7月1日，接替錢大鈞任新生活運動促進總會總幹事。他介紹張復良和潘小萼進入促進會，促進農業改革和公共衛生的發展。
抗戰時期，任國民政府軍事委員會傷兵慰問組組長、戰地服務團主任，招待盟軍。長沙會戰時，組織民眾收容與安養傷兵。1939年，與金育方牧師之女金文華結婚。1940年3月，新運促進會解散。1945年，被美國政府授予“司令級功猷勳章”。美國總統杜魯門頒發褒獎狀稱“有傑出之表現，著有功勳”。
1946年，全權招待北平軍事調處執行部三方人員。國共內戰爆發後，負責招待美國軍事顧問團。1947年應美國國務卿馬歇爾邀請，赴美考察軍事後勤業務。
回國後出任聯勤副總司令，負責基隆港的重新開放，接收美援物資。
1954年6月30日升聯勤總司令兼任東吳大學副董事長，1958年受聘為董事長。1959年1月31日卸任聯勤總司令，出任國營招商局董事長。1965年駐巴拿馬大使。1975年後旅居美國。